# Université Paul Sabatier, sciences, ingénierie et technologie
L'Université Paul Sabatier, sciences, ingénierie et technologie (UPSSITECH) est l'une des 204 écoles d'ingénieurs françaises accréditées au 1er septembre 2020 à délivrer un diplôme d'ingénieur. 
C'est un département de l’UFR « Faculté  Sciences  et Ingénierie » de l'Université Toulouse-III-Paul-Sabatier, « doté d’une autonomie  renforcée et d’un contrat d’objectifs et de moyens lui permettant de réaliser ses missions ».

## Admission
L'école admet des étudiants ou élèves de classes préparatoires pouvant justifier un niveau d'études scientifiques bac+2 (ou bac+3 pour l'admission en 2e année). Les étudiants présentent un dossier, puis doivent passer un entretien.
L'admission en cycle ingénieur peut être anticipé en suivant la classe préparatoire permettant d'intégrer l'école au bout de deux ans de préparation.

## Parcours et enseignements
Les spécialités des diplômes d'ingénieurs sont les suivantes :
- Télécommunications et réseaux informatiques (maximum 24 étudiants par promotion) ;
- Génie civil et géotechnique: (maximum 36 étudiants par promotion) ;
- Systèmes robotiques (maximum 36 étudiants par promotion).

Les élèves doivent atteindre un niveau d'anglais TOEIC=785. Ils doivent atteindre avant la fin de leur scolarité un niveau correct dans une 2e langue étrangère.
L'UPSSITECH est classée 118ème au classement 2020 des écoles d'ingénieurs françaises.